# Haematopota saegeri
Haematopota saegeri är en tvåvingeart som beskrevs av Leclercq 1961. Haematopota saegeri ingår i släktet Haematopota och familjen bromsar.
Artens utbredningsområde är Kongo. Inga underarter finns listade i Catalogue of Life.